# Suchodół (rejon rożniatowski)
Suchodół (ukr. Суходіл) – wieś na Ukrainie w rejonie rożniatowskim obwodu iwanofrankiwskiego.